# Maxwell Tyler
Maxwell Christopher Tyler, né le 18 septembre 1991 à Aberdeen en Écosse, est un joueur français de baseball, évoluant au poste de lanceur.

## Biographie
Originaire de Aberdeen, Maxwell Tyler arrive en France en mai 1998, il commence le baseball à 10 ans avec les Pitcher's de Pineuilh. Il passe 7 ans à Pineuilh. Champion de France Interligues Espoir en 2008, il est pré-sélectionné en Équipe de France Junior en 2009. De 2006 à 2009, il passe 3 ans au C.E.R. (Centre d'Entrainement Régional) à Talence, Bordeaux.
En 2008, il est transféré avec les Panthères de Pessac. Il reste 2 ans en Nationale 1 dont un titre de Champion de France en 2010 avec le club de Pessac.
Il sera sélectionné en Équipe de France Espoir en 2011.